# Xivizil
Xivizil är en ort i Mexiko.   Den ligger i kommunen Ixhuacán de los Reyes och delstaten Veracruz, i den sydöstra delen av landet, 220 km öster om huvudstaden Mexico City. Xivizil ligger 1 223 meter över havet och antalet invånare är 162.
Terrängen runt Xivizil är huvudsakligen kuperad, men västerut är den bergig. Runt Xivizil är det ganska glesbefolkat, med 38 invånare per kvadratkilometer. Närmaste större samhälle är Coatepec, 17,7 km norr om Xivizil. I omgivningarna runt Xivizil växer i huvudsak städsegrön lövskog.